# Knick-Ei
 (avril 2025).

Knick-Ei est le surnom de la salle de sports Feldstraße Sports Hall située à Halstenbek (Allemagne) près de Hambourg.
Sa construction débuta en septembre 1995. Alors que le Knick-Ei n'était pas achevé, il s'est effondré deux fois : le 5 février 1997 puis le 26 juin 1998. Il est désormais prévu de démolir le Knick-Ei toujours inachevé.
Le Knick-Ei est toutefois montré en exemple de l'architecture moderne allemande au cours de manifestations.

## Liens
- http://www.knickei.de/dokumen1.php
- http://fr.structurae.de/structures/data/index.cfm?ID=s0023825
- Knick-Ei sur archINFORM